# Agrostis liebmannii
Agrostis liebmannii är en gräsart som först beskrevs av Eugène Pierre Nicolas Fournier, och fick sitt nu gällande namn av Albert Spear Hitchcock. Agrostis liebmannii ingår i släktet ven, och familjen gräs. Inga underarter finns listade i Catalogue of Life.